# Agia Pelagia

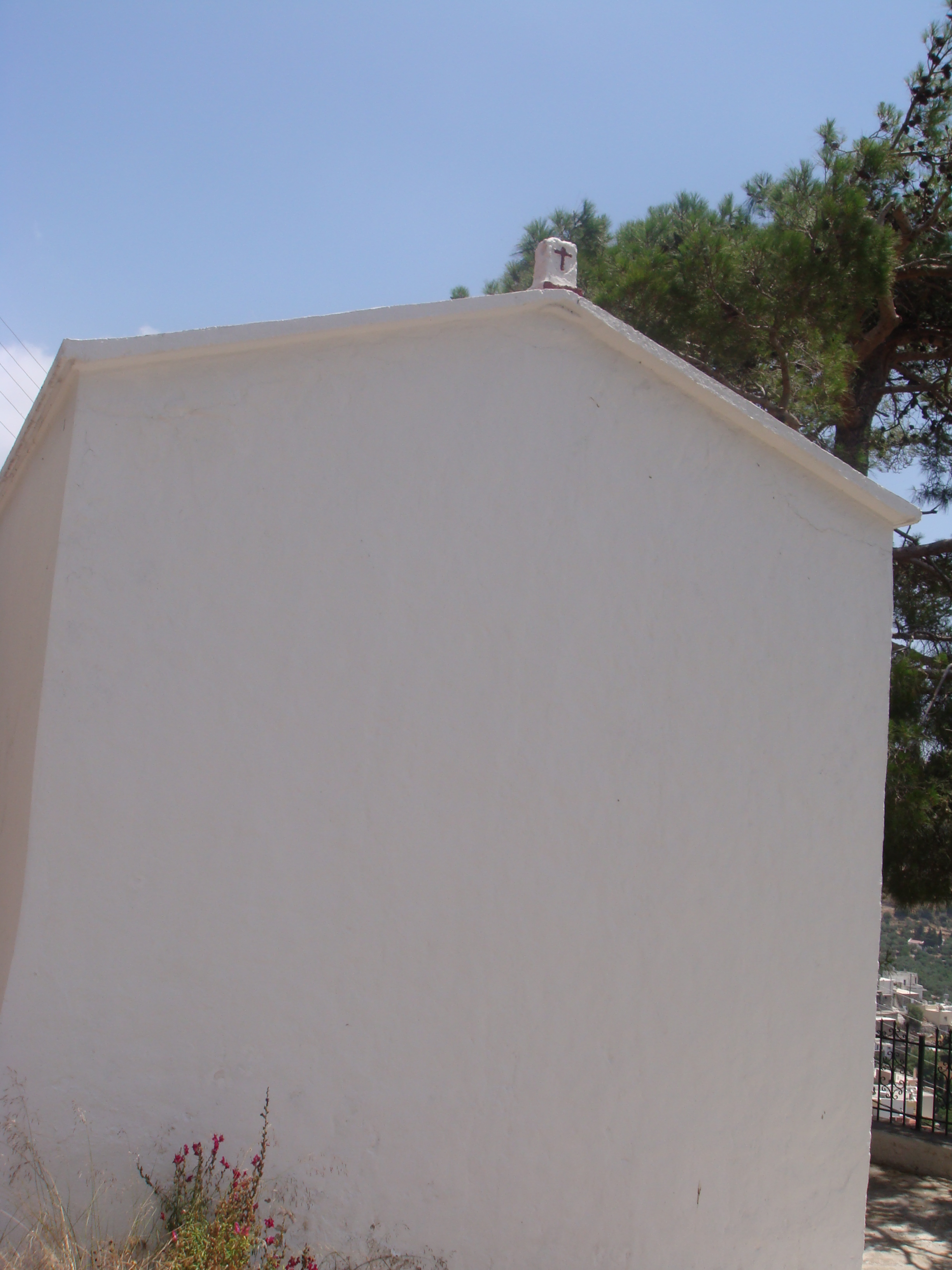
Agia Pelagias kyrka

Agia Pelagia är en badort på ön Kreta i Grekland. Agia Pelagia är en typisk strandort med en cirka 800 meter lång strand mot Medelhavet.  Ett flertal hotell och tavernor finns på orten. 